# Kerala Congress (Mani)
Kerala Congress (Mani) var ett politiskt parti i den indiska delstaten Kerala, bildat 1979. Partiet är en utbrytning ur Kerala Congress, som i sin tur är en utbrytning ur Kongresspartiet.
Vid valet till Lok Sabha 1999 fick partiet 0,1% av rösterna och 1 mandat.